# Les héritiers de l'oncle James
Les héritiers de l'oncle James er en fransk stumfilm fra 1924 af Alfred Machin og Henry Wulschleger.

## Medvirkende
- Ginette Maddie som Ginette
- Louis Monfils som James
- Suzy Love
- Madame Dempsey
- Monsieur Schey som Burgham
- Georges Térof som Joris
- Claude Machin
- Monsieur de Nogine som John Sullivan